# Volby do shromáždění lidové západní Ukrajiny a západního Běloruska v roce 1939

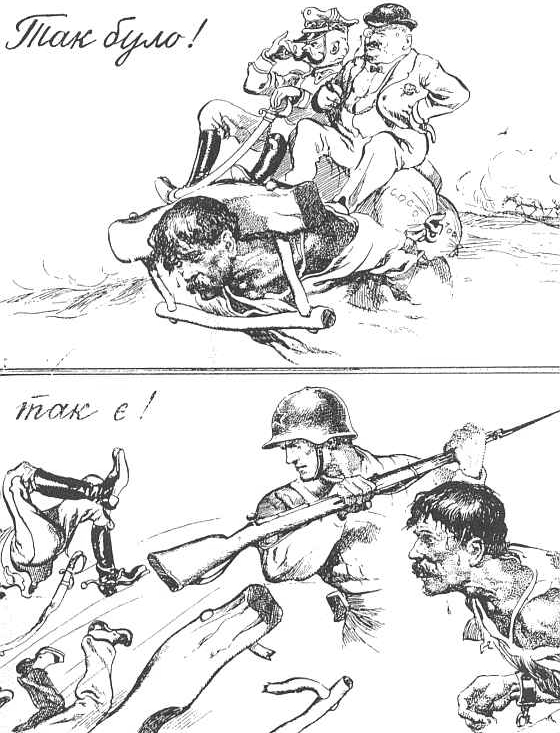

Volby do shromáždění lidové západní Ukrajiny a západního Běloruska proběhly 22. října 1939 v rozporu s mezinárodním právem, jako pokus legitimizace připojení okupovaných území druhé polské republiky k Sovětskému svazu po invazi a okupaci Polska Rudou armádou v září 1939.

## Právní základ
Druhá republika a Sovětský svaz po 17. září 1939 byly země de facto  ve válce, a sovětské úřady používaly okupaci pro trvalé změny právní a správní na území polského státu obsazeném SSSR. Což však bylo porušením mezinárodního práva, které je obsaženo v Haagské úmluvě z roku 1907, jenž v kapitole 46 jasně definuje práva okupačních úřadů: „Od chvíle skutečného předání moci z rukou legální vlády do rukou okupačních úřadů, je tento orgán povinen přijmout veškerá opatření, která v jeho silách, aby obnovil, a zajistil, pokud je to možné, veřejný pořádek a bezpečnost, při respektování, s výjimkou nezbytných případů, právních předpisů platných v této zemi.“

## Přípravy
Již během invaze do Polska Rudá armáda na území, které okupovala, vytvořila „dočasné obvodní výbory“, jejichž působnost se shodovala s hranicemi předválečných polských vojvodství. Výbory byly složeny ze zástupců armádních důstojníků NKVD, a zástupců zaměstnanců a představitelů levicové inteligence. Dočasné výbory měly zformovat dělnické stráže pracující ve vesnicích a vytvořit rolnické výbory v celé zemi, aby předala místní vedení drobným zemědělcům.
Brzy poté sovětská vláda vytvořila administrativní síť založenou na okresních radách a výborech na všech úrovních. NKVD převzal také pravomoci vedení armády.
Po uzavření Německo-sovětské smlouvy o přátelství, spolupráci a vymezení demarkační linie 28. září 1939, která vyznačila hranici obou okupačních mocností, politbyro ÚV KSSS(b) přijalo 1. 10. 1939 rozhodnutí o svolání zasedání národního shromáždění, Ukrajinského národního shromáždění ve Lvově a běloruského v Bialystoku, tato shromáždění byla určena k rozhodnutí o žádosti o anexi, vtělení těchto území (Ukrajiny a Běloruska) do Sovětského svazu. V původní verzi bylo plánem vytvoření Polského lidového shromáždění, ale od myšlenky bylo upuštěno, protože Lublin a východní Dolní Slezsko, které podle ustanovení prvního paktu Molotov–Ribbentrop měl okupovat Sovětský svaz, ale po 28. září patřil k německé okupační zóně (s výjimkou historických částí Mazovska bývalého území Lomza a Zambrów, které se nacházely v hranicích západního Běloruska).
Dne 7. října 1939 začala volební kampaň, jež byla ve skutečnosti jen propagandou totalitního státu, výsměchem demokracii. Probíhala pod heslem konfiskace pozemků, továren, bank a spojení těchto oblastí do SSSR. Kampaň samotná se odehrávala v atmosféře rostoucího teroru, masového zatýkání, obsazení místních volebních výborů uniformovanými důstojníky NKVD. Bylo možné hlasovat pouze pro předem určené kandidáty, členy komunistické strany.
Výsledky zfalšovaných voleb ukazují účinnost stalinistického zřízení – podle oficiálních údajů na západní Ukrajině se zúčastnilo 92,83 % z voličů, zatímco v západním Bělorusku 96,7 %. Komunistické kandidáty podporovalo tak více než 90 % hlasů.
V některých okresech (v 11 na Ukrajině a ve dvou v Bělorusku) byli nicméně kandidáti tak nepopulární, že bylo nutné provést opakované hlasování – nikdo z kandidátů neobdržel nadpoloviční podporu.

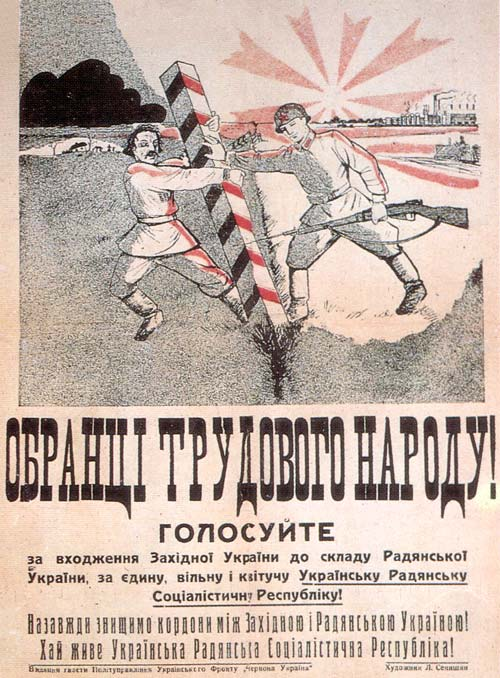
Obránci dělného národa hlasujte za sjednocení do jediné velké a kvetoucí Ukrajinské SSR

## Lidové shromáždění
Tímto způsobem zvolení poslanci vytvořili Západoukrajinské lidové shromáždění, které se konalo ve Lvově 26. až 28. října 1939, a Lidové shromáždění západního Běloruska, které bylo svoláno do Bialystoku na 28. až 30. října.
Zasedání ve Lvově zahájil jako nejstarší prof. Kyryl Studynskyj a v Bialystoku rolník Stepan Strug. Západoukrajinské lidové shromáždění schválilo 27. října usnesení, který prohlásilo:
Ukrajinský lid byl v bývalém polském státu byl odsouzen k zániku ... polští páni dělali vše pro asimilaci ukrajinského obyvatelstva, zakázali používání ukrajinštiny a nahradili je řečí dobytka a rolníků... Rudá armáda plní vůli velkých sovětských lidí, pracující masy napřáhly pomocnou ruku západní Ukrajině a osvobodili ji z područí polských kapitalistů a vlastníků půdy.

Lidové shromáždění západní Běloruska se konalo pod heslem „Smrt bílému orlovi“.
Oba dva tyto orgány okupační moci schválily sovětské zřízení moci v okupovaných oblastech, vykonávané radou delegátů. Následně byla podána žádost Nejvyššímu sovětu o zahrnutí těchto území (anexi) jako Ukrajinské sovětské socialistické republiky a Běloruské sovětské socialistické republiky do SSSR. Po vyhlášení konfiskace pozemků bez náhrady, budov, zvířat a kostelů, byla půda rozdána drobným zemědělcům a bezzemkům. Znárodněné byly také banky a větší průmysl. Den 17. září byl ustanoven jako národní svátek.

## Efekty
Prezídium Nejvyššího sovětu Ukrajiny připojilo území Západní Ukrajiny jako Ukrajinskou SSR 1. listopadu 1939, a západní Bělorusko jako BSSR 2. listopadu 1939. Dekret prezidia Nejvyššího sovětu o BSSR v Minsku dne 14. listopadu 1939 byly zahrnuty do regionu BSSR vojvodství bialystocké a nowogródské. 15. listopadu politbyro Ukrajinské SSR v Kyjevě přijalo usnesení o začlenění Volyně a východní Haliče do Ukrajinské SSR.
29. listopadu 1939 prezidium Nejvyššího sovětu SSSR přijalo vyhlášku, podle které se polští občané žijící na území západní Ukrajiny a Běloruska automaticky stávají občany SSSR. Také vydala povinnost vlastnit pasy SSSR těm občanům druhé republiky, kteří se v důsledku války ocitli v těchto oblastech. Akce spojené s touto registrací se stal základem pro další policejních represí NKVD (včetně masových deportací v roce 1940).
Těmito akty Rusko porušilo Haagskou úmluvu IV (1907), kterou ratifikovalo. Tyto úkony proto nebyly uznány jak ze strany Polské exilové vlády, Spojenců a třetích zemí (neutrálních) po dobu trvání druhé světové války. Nejméně od června 1941 se Sovětský svaz trvale dovolával u Velké Británie a Spojených států na konání „voleb“, jako hlasování populace (referendum) na území okupovaných od sovětské invaze do Polska, ohledně platnosti začlenění těchto oblastí do SSSR.